# Blepharolejeunea
Blepharolejeunea là một chi rêu trong họ Lejeuneaceae.